# Schönheitsreparatur
Schönheitsreparatur ist ein Ausdruck im deutschen Mietrecht für bestimmte, rein dekorative Arbeiten, die an einer vermieteten Wohnung oder einem vermieteten Geschäftsraum zur Verbesserung des Aussehens des Raumes und zur Behebung von oberflächlichen Schäden vorgenommen werden. Um eine Reparatur im eigentlichen Sinne handelt es sich nicht. Im Rechtsstreit ist häufig fraglich, ob diese Arbeit erforderlich ist und, falls ja, wer sie durchführen muss: der Mieter oder der Vermieter.

## Begriff der Schönheitsreparaturen
Nach deutschem Recht gibt es eine gesetzliche Definition der Schönheitsreparaturen bei Mietwohnungen über öffentlich geförderten Wohnraum in der II. BV („Zweite Berechnungsverordnung“). Diese Vorschrift wird nach allgemeiner Auffassung auch bei freifinanziertem Wohnraum für die Auslegung des Begriffes „Schönheitsreparaturen“ herangezogen.
§ 28 Abs. 4 Satz 3 II. BV definiert Schönheitsreparaturen wie folgt:

„Schönheitsreparaturen umfassen nur das Tapezieren, Anstreichen oder Kalken der Wände und Decken, das Streichen der Fußböden und der Heizkörper einschließlich Heizrohre, der Innentüren sowie der Fenster und Außentüren von innen.“

Abgedeckt sind hiervon auch vorbereitende Arbeiten, so beispielsweise das Entfernen von Dübeln und das Verschließen der hierbei entstehenden Löcher als Vorarbeit zum Streichen der Tapeten. Auch das bloße Entfernen der Tapeten ist eine Schönheitsreparatur.
Daneben gibt es landesspezifische Regelungen für Dienstwohnungen.
Das Abschleifen des Parketts gehört nicht zu den Schönheitsreparaturen. Auch das Versiegeln eines Parketts oder Außenanstriche von Türen und Fenstern fallen nicht unter die Klausel von Schönheitsreparaturen. Diese Arbeiten gehören zu den Instandhaltungsarbeiten, die der Vermieter durchzuführen hat.

## Gesetzliche Verpflichtung des Vermieters
Der Vermieter muss den Zustand des Mietobjekts aufrechterhalten, um einen vertragsgemäßen Zustand gemäß § 535 Abs. 1 S. 2 und § 538 BGB zu gewährleisten. Wurde die Wohnung an den Mieter renoviert übergeben, muss der Vermieter die notwendigen Schönheitsreparaturen durchführen. Wurde die Wohnung bereits abgenutzt und unrenoviert an den Mieter übergeben, dann kann der Mieter keine renovierte Wohnung verlangen. Der Mieter kann nur die Behebung von weiteren Verschlechterungen verlangen. Der Bundesgerichtshof erkennt darin aber Forderungen des Mieters, die nicht praktikabel sind und damit nicht den Interessen der Vertragsparteien entsprechen. Deshalb kann der Mieter eine reguläre Renovierung verlangen, muss sich aber an den Kosten angemessen beteiligen, weil er gegenüber dem Mietbeginn eine Verbesserung erhält. Im Zweifel soll eine Beteiligung an der Hälfte der Kosten angemessen sein.

## Vertragliche Abwälzung auf den Mieter bei Wohnraum
Die eben genannte Verpflichtung zur Durchführung der Schönheitsreparaturen ist aber abdingbares Recht und kann durch Vertrag auf den Mieter übertragen werden. Dies ist gängige Praxis, so dass der Bundesgerichtshof dies mittlerweile sogar für eine Verkehrssitte hält, ohne vom Erfordernis einer gesonderten Vereinbarung abzuweichen.
Grob heißt dies: Nur wenn sich im Mietvertrag keine diesbezügliche Regelung findet, Schönheitsreparaturen also nicht erwähnt sind, oder wenn die vertragliche Vereinbarung unwirksam ist, ist der Vermieter zur Durchführung der Schönheitsreparaturen verpflichtet. Prinzipiell kann diese Verpflichtung aber auch nur teilweise (wirksam) auf den Mieter übertragen worden sein.
Streitigkeiten über Schönheitsreparaturen sind häufig. Das liegt vor allem daran, dass sich in den Mietverträgen eine Vielzahl verschiedener und mitunter schwer verständlicher Klauseln hierzu finden. Grundsätzlich kann die vertragliche Vereinbarung aber sowohl durch eine für den Einzelfall geschaffene Vereinbarung (Individualabrede) oder durch Allgemeine Geschäftsbedingungen (AGB) (meist in der Form von formularmäßig vorformulierten Klauselverträgen) geschehen.

### Insbesondere Vereinbarung in einer Individualabrede
Die Regelung der Schönheitsreparaturen außerhalb von AGB im Rechtssinne ist selten Thema von Rechtsstreitigkeiten.
Verpflichtet sich der Mieter beispielsweise, nachträglich die Endrenovierung durchzuführen, so kann diese Regelung nach der Rechtsprechung des Bundesgerichtshofes (BGH) wirksam sein, sofern dies im Rahmen einer „Individualvereinbarung“ geschieht.

### Insbesondere Vereinbarung in Allgemeinen Geschäftsbedingungen
Meist sind die Mietverträge als Formularmietverträge ausgestaltet und sind somit Allgemeine Geschäftsbedingungen im Rechtssinne (also im Sinne der §§ 306 ff. BGB).
Ein Teil der Rechtswissenschaft und ein Teil der Rechtsprechung halten allgemein die formularmäßige Abwälzung der Schönheitsreparaturen auf den Mieter von vornherein für unwirksam, weil damit von wesentlichen Grundgedanken der (oben genannten) gesetzlichen Regelung abgewichen werde § 307 Abs. 2 Nr. 1 BGB. Die Abwälzung wäre demnach nur durch individualvertragliche Vereinbarung möglich. Diese Auffassung wird aber insbesondere von der überwiegenden Rechtsprechung nicht geteilt. Der Bundesgerichtshof geht davon aus, dass der Mieter weniger Miete zahlt, wenn er die Vornahme von Schönheitsreparaturen übernimmt. Außerdem sind solche Klauseln Verkehrssitte geworden. Deshalb kann es Klauseln geben, die keine unangemessene Benachteiligung des Mieters nach § 307 BGB ergeben.
Die meisten Formularmietverträge enthalten Regelungen über die Renovierung der Räume in den verschiedenen Phasen des Mietverhältnisses, typischerweise
- beim Einzug in die Wohnung,
- während der Laufzeit des Mietvertrags
- und beim Auszug.

Beileibe nicht jede der verwendeten Klauseln ist wirksam. So kann der Mieter beispielsweise nicht verpflichtet werden, Renovierungsarbeiten von einem Malerbetrieb ausführen zu lassen. Es muss die Möglichkeit verbleiben, dass er die Arbeiten selbst in fachmännischer Weise ausführt, das heißt so, wie sie auch ein Maler technisch erbringen würde. Eine diesbezügliche Verpflichtung führt zur Unwirksamkeit der gesamten Klausel. Außerdem darf sich die Klausel nur auf den Begriff der Schönheitsreparaturen, wie er oben beschrieben ist, beschränken. Darüber hinaus gehende Verpflichtungen machen die gesamte Klausel unwirksam.
Für die Wirksamkeit einer solchen Klausel gilt grundsätzlich, dass der Mieter durch die Schönheitsreparatur den Zustand der Wohnung bei Einzug wiederherstellt. Die Klausel ist somit unwirksam, wenn die Wohnung unrenoviert vom Vermieter an den Mieter übergeben wurde. Entscheidend ist nicht, dass eine Renovierung tatsächlich stattgefunden hat. Die Wohnung muss den Gesamteindruck einer renovierten Wohnung (ohne erhebliche Gebrauchsspuren) haben. Soll trotz fehlender Renovierung eine wirksame Klausel vereinbart werden, muss der Vermieter eine Ausgleichszahlung oder anderweitige Ausgleichsleistung erbringen, damit die Wohnung als renoviert gilt. Steht im Streit, ob die Wohnung zu Mietbeginn renoviert war, muss der Mieter beweisen, dass die Wohnung unrenoviert war, damit die Klausel unwirksam ist.

#### „Starrer Fristenplan“
In der jüngeren Zeit waren vor allem Abreden im Streit, nach denen der Mieter unter Zugrundelegung eines bestimmten Fristenplanes Renovierungen durchführen soll. Solche Vorgaben sind nicht durchweg unzulässig. Die Rechtsprechung versagt aber zunehmend sogenannten starren Fristenplänen in Allgemeinen Geschäftsbedingungen die Geltung, weil sie den Mieter gegenüber dem Vermieter unangemessen benachteiligen im Sinne von § 307 Abs. 1 BGB. Die Benachteiligung kann insbesondere daraus resultieren, dass eine Renovierung nach Ablauf einer bestimmten Frist ohne Wenn und Aber durchgeführt werden muss, ohne Rücksicht auf den tatsächlichen Zustand der Räume, also auf ihre Erforderlichkeit.
Die Benachteiligung kann aber auch daraus folgen, dass ein Fristenplan mit anderen Klauseln kombiniert wird, in denen zum Beispiel zusätzlich eine Renovierung beim Auszug verlangt wird, unabhängig davon, wie lange die nach dem Plan fällige laufende Renovierung zurückliegt oder ob sie überhaupt erforderlich wäre (sogenannter Summierungseffekt, auch bei Zusammentreffen von Individual- und Formularklauseln; aber auch Verstoß gegen das Transparenzgebot in AGB, wenn die Regelung widersprüchlich ist oder wenn sie so umfangreich und verworren ist, dass der durchschnittliche Mieter gar nicht mehr erkennen kann, wann er überhaupt renovieren soll). Der BGH lehnt die so genannte geltungserhaltende Reduktion einer solchen Renovierungs-Klausel in ständiger Rechtsprechung ab und Klauseln sind in Allgemeinen Geschäftsbedingungen objektiv auszulegen.
Ein starrer Fristenplan enthält stets Formulierungen wie spätestens…, mindestens…, innerhalb…, übliche Fristen…. Unwirksam ist etwa die Klausel, wonach der Mieter renovieren müsse, „wenn erforderlich …, mindestens aber in der nachfolgenden Zeitfolge: bei Küchen, Bad und Toilette: 2 Jahre, bei allen übrigen Räumen: 5 Jahre“.
Ein zulässiger flexibler Fristenplan kann folgende Formulierungen enthalten: „im Allgemeinen“, „üblicherweise“, „regelmäßig“, „im Regelfall“, „in der Regel“, „in der Regel spätestens“, „es sei denn, Schönheitsreparaturen sind nicht erforderlich“. Wirksam ist auch eine Vereinbarung, die den Mieter zwar starr nach Ablauf fester Fristen zur Renovierung verpflichtet, jedoch die Einschränkung enthält, dass der Vermieter die Renovierungsfristen zu verlängern hat, wenn der Zustand der Wohnung dies rechtfertigt.
Die Fristen müssen auch bei einem flexiblen Fristenplan den üblichen Fristen entsprechen. Der Bundesgerichtshof hat einmal folgende Fristen als üblich gebilligt: „in Küchen, Bädern und Duschen alle drei Jahre, in Wohn- und Schlafräumen, Fluren, Dielen und Toiletten alle fünf Jahre, in anderen Nebenräumen alle sieben Jahre.“

#### „Abgeltungsklauseln“
Oftmals wurden sogenannte Abgeltungsklauseln oder Kostenquotenklauseln mit Fristenplänen kombiniert. Es handelt sich dabei um Bestimmungen, in denen geregelt ist, dass der Mieter beim Auszug vor Fälligkeit der nächsten planmäßigen Renovierung die anteiligen Kosten für die Zeit, in der er die Wohnung genutzt hat, dem Vermieter zu ersetzen habe. Der Mieter wird also nicht zur Renovierung verpflichtet, sondern zur anteiligen Bezahlung der Renovierungskosten. Diese sollen sich aus einem Kostenvoranschlag ergeben. Die Abgeltungsklausel greift dabei nur ein, falls die Renovierung nicht fällig ist, etwa weil die Wohnung bei Auszug nur leicht abgenutzt ist.
Seit dem BGH-Urteil vom 18. März 2015 (VIII ZR 242/13) sind solche Abgeltungsklauseln in jedem Fall unwirksam. Die Unwirksamkeit einer Abgeltungsklausel führt nicht dazu, dass die Klausel über die Schönheitsreparaturen unwirksam wird.

#### „Farbwahlklauseln“
Der Bundesgerichtshof hat mit Urteil vom 18. Juni 2008 entschieden, dass sogenannte Farbwahlklauseln in formularmäßigen Wohnraummietverträgen grundsätzlich unzulässig sind. Wenn der Mieter bei der Renovierung eine ungewöhnliche Farbgestaltung wähle, so sei ihm dies während der Dauer des Mietverhältnisses unbenommen. Anders entschied der BGH in einem Fall, der für das Ende der Mietzeit bestimmte: „Lackierte Holzteile sind in dem Farbton zurückzugeben, wie er bei Vertragsbeginn vorgegeben war; farbig gestrichene Holzteile können auch in Weiß oder hellen Farbtönen gestrichen zurückgegeben werden.“ Diese formularmäßige Vereinbarung führe nicht zu einer unangemessenen Benachteiligung des Mieters, weil dessen Gebrauchsrecht während der Mietzeit nicht betroffen sei; die Klausel greife erst bei Rückgabe der Mietsache und damit zu einem Zeitpunkt, zu dem der Mieter kein Interesse mehr an dem Zustand der Wohnung habe.

#### „Tapetenklausel“
Nach dem BGH-Urteil vom 5. April 2006 sind vorformulierte Klauseln unwirksam, wenn sie den Mieter verpflichten, bei seinem Auszug alle von ihm angebrachten oder vom Vormieter übernommenen Tapeten zu beseitigen.

## Prozessuales
Sind die üblichen Renovierungsfristen abgelaufen (3 Jahre für Küche, Bad, 5 Jahre für Wohn- und Schlafräume und Flure, 7 Jahre für Nebenräume) gehen einige Gerichte von einer Vermutung aus, dass die Wohnräume renovierungsbedürftig sind. Dann muss der Mieter beweisen, dass die Wohnung tatsächlich nicht renovierungsbedürftig ist. Verlangt der Vermieter die Renovierung vor Ablauf der Fristen, trifft den Vermieter die Pflicht, die Renovierungsbedürftigkeit nachzuweisen. Der Bundesgerichtshof hat diese Rechtsfrage aber noch nicht entschieden.

## Besonderheiten bei der Geschäfts- bzw. Gewerberaummiete
Auch bei der Geschäftsraummiete ist der Vermieter nach dem Gesetz zur Renovierung verpflichtet, § 535 Abs. 1 Satz 2 BGB. Die Ausgangssituation bei der Prüfung von formularmäßigen Renovierungsklauseln ist daher dieselbe wie bei der Wohnraummiete. Nach § 307 Abs. 2 Nr. 1 BGB sind Klauseln in allgemeinen Geschäftsbedingungen auch in der Gewerberaummiete unwirksam, wenn sie von Grundgedanken der gesetzlichen Regelung (hier: § 535 Abs. 1 Satz 2 BGB) abweichen. Aus diesem Grund hat der Bundesgerichtshof entschieden, dass auch in der Gewerberaummiete ein Klauselwerk in allgemeinen Geschäftsbedingungen unwirksam ist, das den Mieter während des Mietverhältnisses und dazu auch zwingend bei Beendigung zur Renovierung verpflichtet. Ein starrer Fristenplan ist auch in der Gewerberaummiete unzulässig.

## Rechtsfolgen unwirksamer Renovierungsklauseln
Ist die Renovierungsklausel unwirksam, fällt der Vertrag auf die gesetzliche Regelung nach § 535 BGB zurück.

### Aufwendungsersatz für den Mieter
Führt der Mieter Schönheitsreparaturen trotz Unwirksamkeit der Renovierungsklausel aus, kann ihm ein Anspruch auf Aufwendungsersatz gegen den Vermieter zustehen. Dieser Anspruch verjährt allerdings nach § 548 Abs. 2 BGB innerhalb von sechs Monaten nach Beendigung des Mietverhältnisses.

### Mieterhöhungen wegen unwirksamer Schönheitsreparaturklausel?
Unklar (und im Schrifttum strittig) war, ob der Vermieter bei Unwirksamkeit der Renovierungsklausel die Miete erhöhen kann. Nach dem Wortlaut eines früheren Urteils des Bundesgerichtshofs werde die Übernahme der Schönheitsreparaturen dadurch kompensiert, dass die Parteien eine geringere Miete vereinbaren. Ist die Renovierungsklausel unwirksam, entfiele der Grund für die geringere Miete. Deshalb wurde von Teilen der Lehre eine Erhöhung der Miete für rechtmäßig gehalten, dies aber auch dann nur im Rahmen eines förmlichen Mieterhöhungsverlangens nach § 558 BGB.
In dem Urteil vom 9. Juli 2008 hat der Bundesgerichtshof es jedoch abgelehnt, dass eine Mieterhöhung allein auf den Wegfall einer unwirksamen Schönheitsreparaturklausel gestützt werden könne. Die Angemessenheit einer Mieterhöhung sei bei nicht preisgebundenem Wohnraum nur an der ortsüblichen Vergleichsmiete zu messen.